# فرانك هانفورد
فرانك هانفورد هو سياسي أمريكي، ولد في 9 يناير 1853 في Winchester, Iowa ‏ في الولايات المتحدة، وتوفي في 20 نوفمبر 1921 في Stretch Island ‏ في الولايات المتحدة. نشط حزبياً في الحزب الجمهوري. وقد انتخب عضو مجلس نواب واشنطن ‏.